# Chambre impériale
La Chambre impériale (en allemand : Reichskammergericht) est, de 1495 à 1806, le sommet du pouvoir judiciaire dans le Saint-Empire romain germanique et le tribunal de dernier ressort à côté du Conseil aulique. 
La Chambre impériale est créée en relation avec la proclamation d'une paix perpétuelle par la diète de 1495.

## Origines
Les souverains du Saint-Empire étaient détenteurs du pouvoir juridique suprême et pouvaient donc statuer sur toutes les affaires dont ils étaient saisis. En vue de décharger l'autorité impériale, l'empereur Frédéric II crée par les capitulations de Mayence de 1235 une fonction de juge permanent à la cour royale, qui suit les déplacements de l'empereur, et de ce fait peut se trouver en dehors du Saint-Empire.
Lorsque, en 1495, est réitéré le principe de la paix perpétuelle (interdiction des guerres à l'intérieur du Saint-Empire), la diète insiste pour que soit créé un tribunal fixe pour traiter ces questions : la Chambre impériale. 
Le tribunal impérial n'est cependant pas supprimé, et afin de clarifier la situation, Maximilien institue en 1498 le Conseil aulique, qui doit traiter des questions concernant les fiefs ainsi que les droits régaliens de l'empereur. 
Néanmoins, il y aura des conflits de compétence entre les deux cours. Cette question n'a été réglée qu'en 1648 par le traité de Westphalie, selon lequel chacune de ces instances traiterait les cas dont elle serait saisie la première.

## La Chambre impériale
Fondée par la diète de Worms en 1495, elle est inaugurée le 31 octobre par Maximilien Ier, roi des Romains. Elle disparaît en même temps que le Saint-Empire le 6 août 1806. 

### Caractéristiques
La Chambre impériale était célèbre pour la lenteur de ses décisions : certaines procédures entre États du Saint-Empire ont duré plusieurs siècles et d'autres n'étaient toujours pas réglées au moment de sa dissolution. Il a cependant été découvert que la cause en était souvent le désintérêt des parties, et qu'elle était aussi capable de rendre des arrêts en quelques jours.

### Localisation du siège
De 1495 à 1527, elle siège pour des durées de une à six années dans différentes villes : Esslingen, Francfort-sur-le-Main, Ratisbonne, Spire, Augsbourg (à deux reprises), Nuremberg (à deux reprises), Worms (à trois reprises).  
À partir de 1527, elle est installée à Spire, où elle reste jusqu'en 1689, date de la destruction de la ville par les troupes françaises au cours de la guerre de la Ligue d'Augsbourg. 
Elle est ensuite transférée dans la ville impériale de Wetzlar où elle reste jusqu'en 1806,.

## Personnalités
- Viglius van Aytta (1507-1578), juriste originaire de la province néerlandaise de Frise, fait partie de la Chambre impériale dans les années 1530 ; par la suite membre du Conseil d'État des Pays-Bas au début du règne de Philippe II.